# Cocoa (Florida)
Cocoa is een plaats (city) in de Amerikaanse staat Florida, en valt bestuurlijk gezien onder Brevard County. Cocoa wordt tot de “Space Coast” gerekend. Een regio rond Cape Canaveral waar veel ruimtevaartindustrie te vinden is.

## Demografie
Bij de volkstelling in 2000 werd het aantal inwoners vastgesteld op 16.412.
In 2006 is het aantal inwoners door het United States Census Bureau geschat op 16.743, een stijging van 331 (2.0%).

## Geografie
Volgens het United States Census Bureau beslaat de plaats een oppervlakte van
24,6 km², waarvan 19,3 km² land en 5,3 km² water. Cocoa ligt op ongeveer 1 m boven zeeniveau.

## Plaatsen in de nabije omgeving
De onderstaande figuur toont nabijgelegen plaatsen in een straal van 16 km rond Cocoa.